# 西美昂一世

西美昂一世时期的保加利亚帝国

西美昂一世（大帝），又译西蒙一世（约864年—927年5月27日），保加利亚沙皇（893年—927年在位）。鲍里斯一世大公的第三子，893年继承兄长弗拉基米尔的大公位。他在位时期是保加利亚第一帝國国势最强盛的时期，也被稱為「西美昂大帝」。
西美昂一世即位后不久即击退拜占庭帝国和匈牙利的进攻（894年），并迫使外强中干的拜占庭帝国求和。897年与拜占庭皇帝利奥六世缔结和约。但此后双方仍是交锋不断。913年，西美昂进攻拜占庭，第二年自己撤走。917年西美昂经多次武力征服迫使塞尔维亚人成为自己的臣属。同年再度发兵侵袭拜占庭帝国。923年，西美昂与阿拉伯人结成反拜占庭联盟。925年，西美昂宣布自己为“全体保加利亚人和希腊人的皇帝”。他这个称号得到了天主教教皇的認许。東正教的拜占庭帝国提出抗议，但无济于事。
当时9世紀末，10世紀初巴爾幹半島北边、南歐、中歐東南端是勢力交錯的。大約狀況是遷入潘諾尼亞平原的馬扎爾人到處侵擾並驻扎于多瑙河中游蒂萨河流域一带，領袖是阿爾帕德及其繼任领袖。另一方面，達爾馬提亞公爵、克羅地亞人領袖之一托米斯拉夫在位。托米斯拉夫任內統一潘諾尼亞、達爾馬提亞兩地，924年擊退侵擾的馬扎爾人。同年924年，由投靠西蒙的塞爾維亞人领袖察斯拉夫·卡羅尼米洛維奇率领的保加利亚军队向西终于击破多年与保加利亚对抗、拜占庭帝国影响的塞爾維亞地区；塞爾維亞地区势力向西流亡克羅地亞。另外，拜占庭帝国因外交巩固了和克羅地亞的合作关系。在西美昂的视角中，此合作关系与克羅地亞收容塞爾維亞地区流亡势力威胁著保加利亚的西边边防與障礙著西美昂向西施影響力。926年，克羅地亞与保加利亚之间的战役爆发。克羅地亞军队在波斯尼亞地區击败可能包括馬扎爾人、由保加利亚贵族率领的军队。在罗马教廷的调停下克羅地亞与保加利亚停战。调停间，西美昂一世突然去世。
| 前任： 弗拉基米尔 | 保加利亚君主列表 | 继任： 彼得一世 |